# Dragon’s Dogma
Dragon’s Dogma (japanisch: ドラゴンズドグマ, Doragonzu Doguma) ist ein Action-Rollenspiel, das von der Firma Capcom 2012 entwickelt wurde. Die offene Spielwelt lässt dem Spieler einen großen Handlungsfreiraum, während das Spielprinzip dem Hack and Slay zuzuordnen und damit eher action- und kampforientiert ist.

## Handlung
Zu Beginn der Reise in Dragon’s Dogma steuert der Spieler die männliche Spielfigur Savan, die sich durch einen Höhlenweg in einen Tempel bewegt. Nach dem Kampf gegen eine Chimära durchschreitet der Spieler eine Tür zu einer unbekannten Bestie. Diese Bestie taucht viele Jahre später wieder in der Welt Gransys auf. Der Spieler, der sich ihr entgegensetzt, scheitert zunächst kläglich. Es folgt eine Reise zur Hauptstadt Gran Soren. Um eine Audienz bei Herzog Edmun zu erhalten, muss der Spieler mehrere Aufgaben in der Stadt erledigen. Nach dem Abschluss der Audienz wird die Spielfigur offizielles Mitglied der Lindwurmjagd. Nach weiteren Abenteuern, die erledigt werden müssen, wird eine alles entscheidende Schlacht gegen den Drachen Grigori geführt.
Im Anschluss bekommt der Spieler die Aufgabe, 20 Lazarussteine zu sammeln und sich dann dem „letzten Erwählten“ in einem Kampf zu stellen.

## Spielprinzip

### Einzelspieler-Kampagne
In Dragon’s Dogma besteht die Möglichkeit, einen Mann oder eine Frau zu spielen. Diese Entscheidung zieht unterschiedliche Eigenschaften der Spielfigur nach sich: Beispielsweise hat eine männliche Spielfigur mehr Stärke, eine weibliche mehr Ausdauer. Die neun im Spiel enthaltenen Klassen werden in drei verschiedene Kategorien eingeteilt. Standardklassen sind Kämpfer, Streicher und Magier. Fortgeschrittene Klassen umfassen Krieger, Waldläufer und Erzmagier. Hybridklassen enthalten Assassinen, Mystische Ritter und Magische Bogenschützen. Diese Klassen kann der Spieler jederzeit wechseln, wenn er das erste Mal in der Hauptstadt Gran Soren war.
Der Spieler kann bis zu drei Begleiter besitzen. Diese beinhalten unter anderem den Hauptvasall, der am Anfang selbst erstellt wird, und zwei andere, die in der Online-Version von Spielern erstellt worden sind, oder computergenerierte Vasallen, falls der Offlinemodus gespielt wird. Die Vasallen können im Spiel wertvolle Informationen zu Aufgaben oder zu Monstern besitzen. Das Team sollte so die Schwächen der Spielfigur ausgleichen.
In Dragon’s Dogma ist ein wichtiges Feature das Greifen: Der Spieler kann kleine Kisten bis hin zu den eigenen Vasallen hin und her tragen. Es ist unter anderem möglich, auf große Gegner wie z. B. die Chimära zu klettern, um gezielt an eine empfindliche Stelle zu gelangen. Die meisten großen Gegner haben Schwachstellen, die ohne zu klettern unzugänglich sind.
Das Spiel ist unter anderem für unerfahrene Spieler gedacht. Es sind starke Vasallen verfügbar, die gegen die Monster kämpfen, während der Spieler weniger Interaktionen benötigt, um diese zu besiegen. Spieler können eine Spielzeit von bis zu 30 Stunden Hauptspiel erwarten, wobei sie durch die Nebenaufgaben auf 70 und mehr Stunden kommen können.

### Multiplayer
Dragon’s Dogma hat keinen direkten Multiplayermodus, vielmehr ist der Multiplayerteil so zu verstehen, dass im Spiel ab und zu der Hauptvasall eines beliebigen anderen Spielers angetroffen wird, um diesen unter anderem anzuheuern. Etwas anders als im Multiplayer von Dragon’s Dogma gibt es Events und besondere Ereignisse, an denen die Spieler zusammen mitwirken können, wie zum Beispiel der Urdrache. Der Urdrache ist eine starke Spielfigur, die sowohl im Online- als auch im Offlinemodus bekämpft werden kann.

## Entwicklung
Dragon’s Dogma wurde unter Federführung von Hideaki Itsuno entwickelt, der schon an der Entwicklung von Resident Evil, Devil May Cry und Breath of Fire beteiligt war. Der Director Hideaki Itsuno sagt: „In diesem Spiel kann man an alles klettern, solang es Körperteile hat, die man attackieren kann“.
Beim grafischen Stil habe man sich an Dark Souls und beim Hack and Slay an Devil May Cry orientiert. Einige der Fantasy-Elemente wurden von Breath of Fire übernommen und das Kampf- und Gruppensystem wiederum von der Monster-Hunter-Serie.

## Erweiterung Dark Arisen
Mit der Erweiterung Dark Arisen wurde am 26. April 2013 die Spielwelt von Dragon’s Dogma um eine circa 15-stündige Nebengeschichte erweitert. Der Spieler trifft eines Tages in seinem Heimatdorf Kassardis einen mysteriösen Schatten einer Frau. Dieser Schatten bringt den Spieler zu der abgelegenen Insel Finstergram, wo neue Gegner und Gegenstände zu finden sind.

## Rezeption
Dragon’s Dogma erhielt überwiegend positive Bewertungen. Die Seite Metacritic, die Testberichte sammelt und aus den Wertungen einen Durchschnittswert ermittelt, errechnete einen Wert von 78 Punkten für die PlayStation-3-Version und 75 Punkte für die Xbox-360-Version. Die Windows-Version einschließlich des Add-ons Dark Arisen erhielt 81 Punkte. Die Webseite GameRankings ermittelt ähnliche Werte.
Jens Bischoff von 4Players fasst das Spielerlebnis als gute Unterhaltung zusammen. Vor allem die Gefährten erfahren einiges an Kritik, da diese sich von Zeit zu Zeit nicht so verhalten, wie es vom Spieler gewünscht ist.
Tobias Veltin von GameStar hebt bei seinem Test zur PC-Fassung die technische Verbesserung des Spiels hervor. Bei der Handlung habe sich wenig getan. Dieser Umstand wird positiv aufgenommen. Zusätzlich ist das Kampfsystem eine echte Herausforderung. Um erfolgreich zu sein, müsse „nicht nur wild drauflosgekloppt“ werden. Negativ wird hier die Steuerung des Spiels gewertet, die mit einem Controller weit intuitiver funktioniert. Tobias Veltin hat ebenfalls die PlayStation-3-Version von Dragon’s Dogma für GamePro getestet.
Im Test von Alexander Bohn-Elias für Eurogamer werden das Spiel „als lange gefährlich“ und die Aufgaben als stets beschwerlich beschrieben. Gerade lange Wege und Knappheit an Gegenständen machen dem Spieler in den ersten Spielstunden zu schaffen. Auch hier wird das Kampfsystem hervorgehoben. Die Charaktere der verschiedenen Kategorien bringen das richtige Spielgefühl mit sich.
Capcom verkaufte in der Einführungswoche in Japan 361.064 Kopien des Spiels, was es zum besten Verkaufsstart einer neuen IP dieser Konsolengeneration machte. Das Basisspiel verkaufte sich bis September 2013 rund 1,3 Millionen Mal.

## Fortführung
2015 gab Capcom mit Dragon’s Dogma Online einen Onlinetitel heraus, der als Free-to-play-Spiel über Mikrotransaktionen finanziert wird. Es war lediglich für japanische Spieler auf der PlayStation 3, PlayStation 4 oder einem Windows-Computer spielbar. 
Am 21. März 2024 erschien der Nachfolger Dragon’s Dogma 2 für PC, PlayStation 5 und Xbox Series S/X. 